# Eugenio La Rosa
Eugenio Tomás La Rosa Laguna, né le 20 décembre 1962 à Lima au Pérou, est un footballeur international péruvien qui évoluait au poste d'attaquant.

## Biographie

### Carrière en club
Issu d'une fratrie de footballeurs, son frère Guillermo La Rosa fut international péruvien entre 1975 et 1985, Eugenio La Rosa est formé à l'Alianza Lima. Il y fait ses débuts en 1980 avant d'être transféré en 1987 en Argentine, à l'Argentinos Juniors. Il n'y joue que très peu (cinq matchs) et revient la même année à l'Alianza Lima, endeuillé par une tragédie aérienne où l'avion qui transportait la délégation du club s'écrase au large de Ventanilla (Callao). Eugenio La Rosa marque en tout 44 buts au sein de l'Alianza Lima en trois périodes différentes s'echelonnant entre 1980 et 1992.
En 1991, il remporte le championnat du Pérou au sein du Sporting Cristal. Enfin, il termine sa carrière en 1995 au FC Aarau en Suisse.

### Carrière en sélection
International péruvien, Eugenio La Rosa joue 15 matchs (pour 3 buts inscrits) entre 1984 et 1991. 
Il figure dans le groupe des sélectionnés lors des Copa América de 1987 et 1991, où son équipe est éliminée à chaque fois au premier tour.

#### Buts en sélection
| Buts en sélection d'Eugenio La Rosa | Buts en sélection d'Eugenio La Rosa | Buts en sélection d'Eugenio La Rosa          | Buts en sélection d'Eugenio La Rosa | Buts en sélection d'Eugenio La Rosa | Buts en sélection d'Eugenio La Rosa | Buts en sélection d'Eugenio La Rosa |
|                                     | Date                                | Lieu                                         | Adversaire                          | Score                               | Résultat                            | Compétition                         |
| ----------------------------------- | ----------------------------------- | -------------------------------------------- | ----------------------------------- | ----------------------------------- | ----------------------------------- | ----------------------------------- |
| 1.                                  | 4 juillet 1987                      | Estadio Monumental, Buenos Aires (Argentine) | Équateur                            | 1-1                                 | 1-1                                 | CA 1987                             |
| 2.                                  | 12 juillet 1991                     | Estadio Nacional, Santiago (Chili)           | Venezuela                           | 1-0                                 | 5-1                                 | CA 1991                             |
| 3.                                  | 12 juillet 1991                     | Estadio Nacional, Santiago (Chili)           | Venezuela                           | 3-1                                 | 5-1                                 | CA 1991                             |

## Palmarès
| Sporting Cristal - Championnat du Pérou (1) : - Champion : 1991. |  | Deportivo Municipal - Torneo Intermedio (1) : - Vainqueur : 1993. |